# Campeonato Gaúcho de Futsal de 2019
O Campeonato Gaúcho de Futsal de 2019 foi a 53ª edição do Campeonato Gaúcho de Futsal, e a 51ª edição da Série Ouro, que retornou após dois anos de hiato, devido a divisões internas entre a Federação Gaúcha de Futsal (FGFS) e os clubes, que fundaram a liga independente Liga Gaúcha de Futsal. No entanto, dezenove equipes que não participavam da LGF disputaram a Série Ouro de 2019, regida pela FGFS.
A Assoeva sagrou-se campeã, após derrotar a equipe do SER Alvorada nas finais.

## Finais

### Primeiro jogo
| 19 de outubro de 2019 | SER Alvorada | 1 – 5  | Assoeva                                             | Ginásio da Escola de Faculdade São Marcos, Canoas |
| 19:00                 | Gian         | Resumo | Vini Scola (2) · Marcelo Giba · Tuiu · Igor Carioca |                                                   |

### Segundo jogo
| 26 de outubro de 2019 | Assoeva                                                 | 7 – 1  | SER Alvorada | Ginásio Poliesportivo Parque do Chimarrão, Venâncio Aires |
| 19:00                 | Vini Scola (3) · Marcelo Giba · Tuiu (2) · Igor Carioca | Resumo | Gian         |                                                           |